# 催甲
催甲，中國清代及民國時期江南的一種職業，通常受僱於租棧，為地主向佃農收租。有些催甲濫收租稅，強行勒索，為農民憎惡與指責，甚至引起暴動。